# Transformați (Star Trek: Deep Space Nine)
„Transformați” (titlu original: „Duet”) este al 19-lea episod din primul sezon al serialului TV american științifico-fantastic Star Trek: Deep Space Nine. A avut premiera la 13 iunie 1993.
Episodul a fost regizat de James L. Conway după un scenariu de Peter Allan Fields bazat pe o poveste de Lisa Rich și Jeanne Carrigan-Fauci.

## Prezentare
Un oaspete Cardassian este un posibil criminal de război notoriu, iar Kira Nerys este hotărâtă să-l tragă la răspundere. O navă cargo kobheeriană transportă un pasager care este afectat de boala Kalla-Nohra.

## Actori ocazionali
- Harris Yulin - Marritza
- Marc Alaimo - Gul Dukat
- Ted Sorel - Kaval
- Tony Rizzoli - Kainon
- Norman Large - Captain
- Robin Christopher - Neela